# Amphiareion
Amphiareion är en fornlämning i Grekland.   Den ligger i prefekturen Nomarchía Anatolikís Attikís och regionen Attika, i den östra delen av landet, 40 km norr om huvudstaden Aten. Amphiareion ligger 157 meter över havet.
Terrängen runt Amphiareion är kuperad söderut, men norrut är den platt. Havet är nära Amphiareion åt nordost. Runt Amphiareion är det ganska tätbefolkat, med 93 invånare per kvadratkilometer. Närmaste större samhälle är Kapandríti, 8,9 km söder om Amphiareion. 